# Rio Bananeiras
O rio Bananeiras é um curso de água que banha o município brasileiro de Conselheiro Lafaiete, no estado de Minas Gerais.